# Volga (radar)
Il Volga (in cirillico: Волга), anche identificato con la sigla 70M6, è un radar di allerta precoce a scansione elettronica attiva di origine sovietica, sviluppato a più riprese a partire dagli anni settanta, è il successore dei radar Dunay-3U e, nonostante sia localizzato ad Baranavičy in Bielorussia, è gestito dalle forze missilistiche strategiche della Federazione Russa.
Progettato per identificare i lanci di missili balistici dall'Europa occidentale ad una distanza di 2.000 km e concettualmente simile ai radar Daryal, opera in banda UHF e può anche tracciare satelliti artificiali. Composto da un elemento trasmittente ed uno ricevente posti a 3 km di distanza l'uno dall'altro, sostituisce, in parte, la stazione radar sovietica demolita a Skrunda in Lettonia a seguito della dissoluzione dell'Unione Sovietica.
È entrato in servizio attivo il 1º ottobre 2003 presso le forze missilistiche strategiche della Federazione Russa e nel 2016 è stato sottoposto a lavori di ammodernamento.

## Storia
Costruito a partire dal 1982 per contrastare l'installazione dei missili Pershing II nella Germania Occidentale (a soli 6-8 minuti di volo da Mosca) poi smaltiti a causa della firma del trattato INF firmato nel dicembre 1987, il lavoro sul Volga continuò in modo intermittente.
Costruito per fungere sia da radar di preallarme che radar di guida per missili ABM, questa sua multifunzionalità lo rendeva non conforme al trattato ABM del 1972. Poiché gli Stati Uniti riuscirono nell'intento di far demolire il radar Daryal a Yeniseysk per violazione del trattato, l'Unione Sovietica decise di rimuovere le abilità ABM dal Volga mentre era in costruzione.
Sospesi i lavori a causa della dissoluzione dell'URSS, l'attività di costruzione ricominciò nel 1993 quando divenne palese che il radar di allerta posizionato a Skrunda, in Lettonia, sarebbe stato demolito dal nuovo governo dell'ormai ex-repubblica sovietica.
Testato nel 1994 e nel 1995, tra Russia e Bielorussia fu firmato un accordo di locazione della durata di 25 anni con validità sia sul terreno che su tutti gli edifici, esentandoli da tasse locali ed utenze. Commissionato nel 1999, il radar entrò ufficialmente in servizio nel 2003.

## Utilizzatori
Russia
- A partire dal 2003